# Falacia de pensamiento de grupo
En lógica, la falacia de pensamiento de grupo es una falacia en la cual una persona usa su orgullo de miembro o de pertenecer a un grupo como razón para apoyar la política del grupo. Si lo que el grupo piensa es esto, entonces eso es suficientemente bueno para mí y es lo que debería pensar también yo. El patriotismo o el nacionalismo es una versión frecuente y fuerte de esta falacia.

## Ejemplos
- Soy de X país, así que todo lo que haga mi país es bueno, porque mi país es un país libre y avanzado.
- Debemos apoyar al gobierno en esta medida porque él siempre hace lo mejor para sus ciudadanos.
- Que todo el mundo sepa que lo que hacemos es lo mejor porque pertenecemos a la mejor cadena de restaurantes.
- Soy mujer, así que todo lo que digan las feministas es bueno, y todo lo que digan los hombres es malo.